# Chapelle capitulaire Saint-Paul
Pour les articles homonymes, voir Chapelle Saint-Paul (homonymie).
L'ancienne chapelle capitulaire Saint-Paul représente les vestiges d'un des bâtiments monastiques de l'abbaye Saint-Paul situés à Besançon dans le département du Doubs.
Ces vestiges font l’objet d’une inscription au titre des monuments historiques depuis le 17 juillet 1972.

## Localisation
Les ruines sont situées au 2 rue d'Alsace dans le secteur de La Boucle de Besançon, à proximité de l'église Saint-Paul de Besançon.

## Architecture

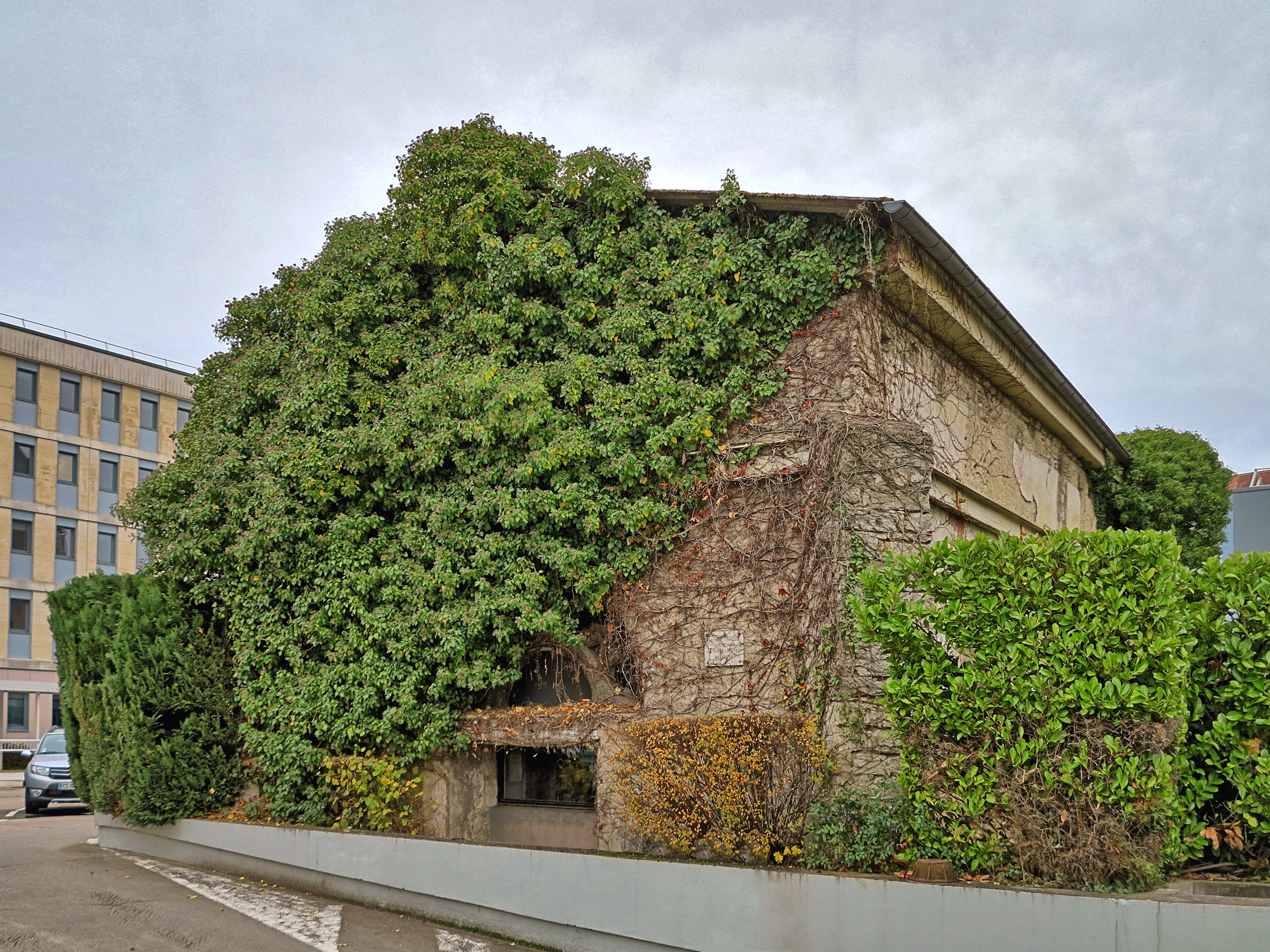
vestiges de l'ancienne chapelle capitulaire.